# Sant Martí de Merlès
Sant Martí de Merlès és un poble rural i parròquia del terme municipal de Santa Maria de Merlès a la comarca natural del Lluçanès, però adscrit oficialment a la del Berguedà. És 500 metres en línia recta a llevant de Santa Maria de Merlès, a la riba esquerra de la riera de Merlès. S'hi accedeix des del punt quilomètric 14 de la carretera BV-4406 just al nord del petit nucli que fa de cap del municipi, travessant la riera pel pont del Molí d'Escrigues, seguint aigües avall de la riera per la seva esquerra en direcció al càmping La Vall de Merlès i, poc abans d'arribar-hi, continuar cap a migdia fins a arribar al petit nucli de Sant Martí de Merlès. La mateixa pista continua pel costat del càmping esmentat, s'adreça cap al sud-est, pel Riambau, on hi ha les restes del Castell de Merlès, i travessant el Serrat dels Morts, on hi ha la masia de la Serra de Degollats, passa per la Cogullada i les Alforges, i va a buscar la carretera BV-4401 en el seu punt quilomètric 17, a l'extrem sud del Serrat del Cul Fred.
L'Església de Sant Martí de Merlès era la parròquia de la part purament lluçanesa del municipi, el qual geogràficament està repartit entre el Berguedà, el Bages i el Lluçanès. La parròquia de Sant Martí fou creada al segle xi pel Bisbat de Vic per tal de consolidar el seu domini en aquest territori. De les esglésies primitives, una de consagrada el 893, preromànica, i una de posterior, romànica, només en queda el campanar romànic, ja que foren substituïdes per l'actual, barroca, del segle xviii.
Antigament el Pont de Sant Martí, romànic, permetia la comunicació directa entre els nuclis principals d'aquest municipi, Santa Maria i Sant Martí de Merlès, els quals, a més, contenien les dues parròquies que es repartien la jurisdicció religiosa del municipi. A migdia del petit nucli de Sant Martí de Merlès es troben les restes del Castellot, avançada de ponent i a ran de riera del proper Castell de Merlès.